# Odpowiedź (album)
Odpowiedź – album Przemysława Gintrowskiego.
Album zawiera utwory skomponowane przez Przemysława Gintrowskiego do wierszy Zbigniewa Herberta. Jest to pierwsza z dwóch (obok "Trenu") płyt Gintrowskiego złożonych wyłącznie z piosenek do wierszy Herberta.

## Lista utworów
1. „Kołatka” – 2:48
2. „Kraj” – 2:48
3. „Cesarz” – 3:15
4. „Damastes z przydomkiem Prokrustes mówi” – 3:10
5. „Prolog” – 3:06
6. „Mur” – 2:15
7. „Sprawozdanie z Raju” – 3:05
8. „Przesłuchanie anioła” – 3:57
9. „U wrót doliny” – 6:30
10. „Potęga smaku” – 3:14
11. „Odpowiedź” – 4:43
12. „Ścieżka” – 3:35
13. „Bajka ruska” – 2:02
14. „Pijacy” – 1:18
15. „Do Marka Aurelego” – 2:40
16. „Prośba” – 2:23
17. „Kołatka” – 2:45

## Wykonawcy
- Przemysław Gintrowski - śpiew, gitara, instrumenty klawiszowe
- Adam Sztaba - fortepian